# Lourdinha Savignon
Maria de Lourdes Savignon (Cachoeiro de Itapemirim, 10 de dezembro de 1957) é uma funcionária pública, técnica em contabilidade e política brasileira.

## Biografia
Filha de Hilário Savignon e Irma Dallarmi Savignon. Escrituraria da Prefeitura Municipal de Cachoeiro de Itapemirim, concluiu o curso técnico em Contabilidade em 1978 pelo Ateneu Cachoeirense. Participante ativa das Comunidades Eclesiais de Base, tomou parte nos movimentos populares e coordenou a região Leste II. Eleita suplente de deputado federal em 1986 pelo PT, presidiu o diretório municipal do partido em Cachoeiro de Itapemirim e foi efetivada deputada federal após a eleição de Vitor Buaiz para prefeito de Vitória em 1988.